# Авдеев, Алексей Алексеевич
Алексей Алексеевич Авде́ев (пол. Aleksy „Alosza” Awdiejew, род. 18 августа 1940, Ставрополь) — польский лингвист, музыкант, актёр, певец и писатель
 российского происхождения.
В Москве окончил среднюю и музыкальную школы, получил диплом хормейстера в 1958 году, потом окончил музыкальное училище, работал в оркестрах и хорах в Москве (1964—1965). В 1964 году поступил на отделение романо-германской филологии в Московском Университете, но не закончил обучение. В 1967 году получил стипендию московского радио для обучения в Ягеллонском университете в Кракове.

## Научная деятельность
В 1972 году с отличием окончил факультет полонистики Ягеллонского университета и вернулся в СССР, где работал на московском радио до 1974 года. В 1974 году переехал в Кракове и начал научную деятельность: переводчик с русского на польский в Ягеллонском университете (с 1974 года), институт русской филологии — ассистент (1974—1978), адъюнкт (1978—1987), доцент (1987—1997). В 1978 году получил докторскую степень за работу «Фонетическая интерференция в русской речи поляков». В 1980 году работал в Тринити-колледже в качестве приглашённого профессора.
В 1992 году поступил профессором в Институт восточно-славянской филологии, а с 1995 года стал руководителем курса русского языка. Наиболее известная научная работа А. Авдеева — «Фонетическая интерференция в русской речи поляков» (1978), всего публикаций было около 30 в области фонетики и методики преподавания языков, вышла и его сатирическая книжка «Очерки о разговорной философии» (1999).
С 2005 года — ординарный профессор Ягеллонского университета.

## Музыкальная деятельность
В начале 1970-х годов Авдеев познакомился с краковским кабаре «Подвал под баранами» и начал выступать в качестве исполнителя песен. Основу репертуара составляют русские, советские песни и романсы, произведения Булата Окуджавы и Владимира Высоцкого.
В 1977—1980 годах выступал как пианист с краковскими джазовыми коллективами «Beale Street Band» и «Playing Family». Авдеев записывает диски и снимается в польских художественных кинокартинах и телесериалах («Zlotopolscy», 1997, «Экстрадиция», 1995, «Полковник Квятковский», 1995, «Европа, Европа», 1990, «And the Violins Stopped Playing», 1988, «Горячка», 1981).

## Личная жизнь
С 1998 года проживает в собственном доме под Краковом. Женат третьим браком на психологе Катажине Сленчек, дети: Игорь (1989) и Павел (1991).